# Greve Landsby
Greve Landsby is een plaats in de Deense regio Seeland, gemeente Greve, en telt 688 inwoners (2007).